# Phi Sagittarii
Désignations
Phi Sagittarii (φ Sgr / φ Sagittarii) dans la Désignation de Bayer est une étoile de la constellation du Sagittaire.

## Nomenclature
Alsadira Prima est le nom propre de Phi Sagittarii / φ Sgr. C’est l’arabe الصادرة al-Ṣādira. Pour le comprendre, il faut voir que l’espace gréco-arabe de Sagittarius est occupé, dans le ciel arabe traditionnel, par une grande scène animalière nommée النعايم al-Naᶜā’im, « les Autruches », qui correspond à la XXe des manāzil al-qamar ou « stations lunaires », appellation qui concerne deux groupes. L'un est الواردة النعايم al-Naᶜā’im al-Wārida, « les Autruches qui descendent [boire] » au Fleuve, en arabe النهر al-Nahar, qui est un des noms de la Voie lactée, tandis que l'autre est النعايم الصادرة al-Naᶜā’im al-Ṣādira, « les Autruches qui reviennent [de boire] ». Ces deux groupes sont articulés de part et d’autre de راحي النعايم Rāᶜī al-Naᶜā’im, « le Berger des Autruches ». Voir l’image intitulée « النعايم  al-Naᶜā’im, la figure arabe des Autruches près de la voie lactée » dans la page consacrée à la constellation du Sagittaire.
Nous avons donc النعايم الصادرة al-Naᶜā’im al-Ṣādira, « les Autruches qui reviennent de boire » pour le groupe groupe φςζτ Sgr, en classant les étoiles dans l’ordre normal des ascensions droites. Elles ont individualisées dans des catalogues tardifs. Le nom Alsadira prima se rencontre chez Ahmed Benhamouda (1950), selon l'ordre des étoiles données dans le Ğāmiᶜ al-Mabādī wa-l-Ġāyāt fī ᶜilm al-mīqāt ou Collection des principes et des objectifs dans la science de la mesure du temps d’Abū ᶜAlī al-Ḥasan a-Marrākušī (1282), édité par Jean Jacques Emmanuel Sédillot, et complété par Louis Amélie Sédillot. Mais le nom est diffusé dans les catalogues modernes à partir de la transcription Aoul al Sadirah |i.e.] prima τῶν al Sadirah donnée par la présentation du traité de Égyptien Muḥammad al-Aḫsāsī al-Muwaqqit, Durrāt al-muḍiyya fī ’l-ᶜamal al-šamsiyya ou « Perles de brillance de l’activité solaire par Edward Ball Knobel. 
Sachant que النعام الصادرة al-Naᶜām al-Ṣādira est une autre forme de  النعايم الصادرة al-Naᶜā’im al-Ṣādira  pour la XVIIIe des manāzil al-qamar ou « stations lunaires », donné par Richard Allen (1899) , on trouve pour cette étoile la variante Nam al Naam chez Jack W. Rhoads.
Dans l’astronomie chinoise Phi Sagittarii / φ Sgr est 斗 dǒu, « le Godet », qui a donné son nom au 8e 宿 'xiu, soit « la 8e loge lunaire », laquelle fait partie de la grande constellation de 玄武 Xuánwǔ, la Tortue noire du nord.

## Propriétés
Phi Sagittarii est une géante bleue de type spectral B8III et possède une magnitude apparente de +3,17. Elle est à environ 230 années-lumière de la Terre.
Dans l'astronomie chinoise, c'est la 3e des 6 étoiles la loge Nandou de la Tortue noire du Nord.